# Monrose

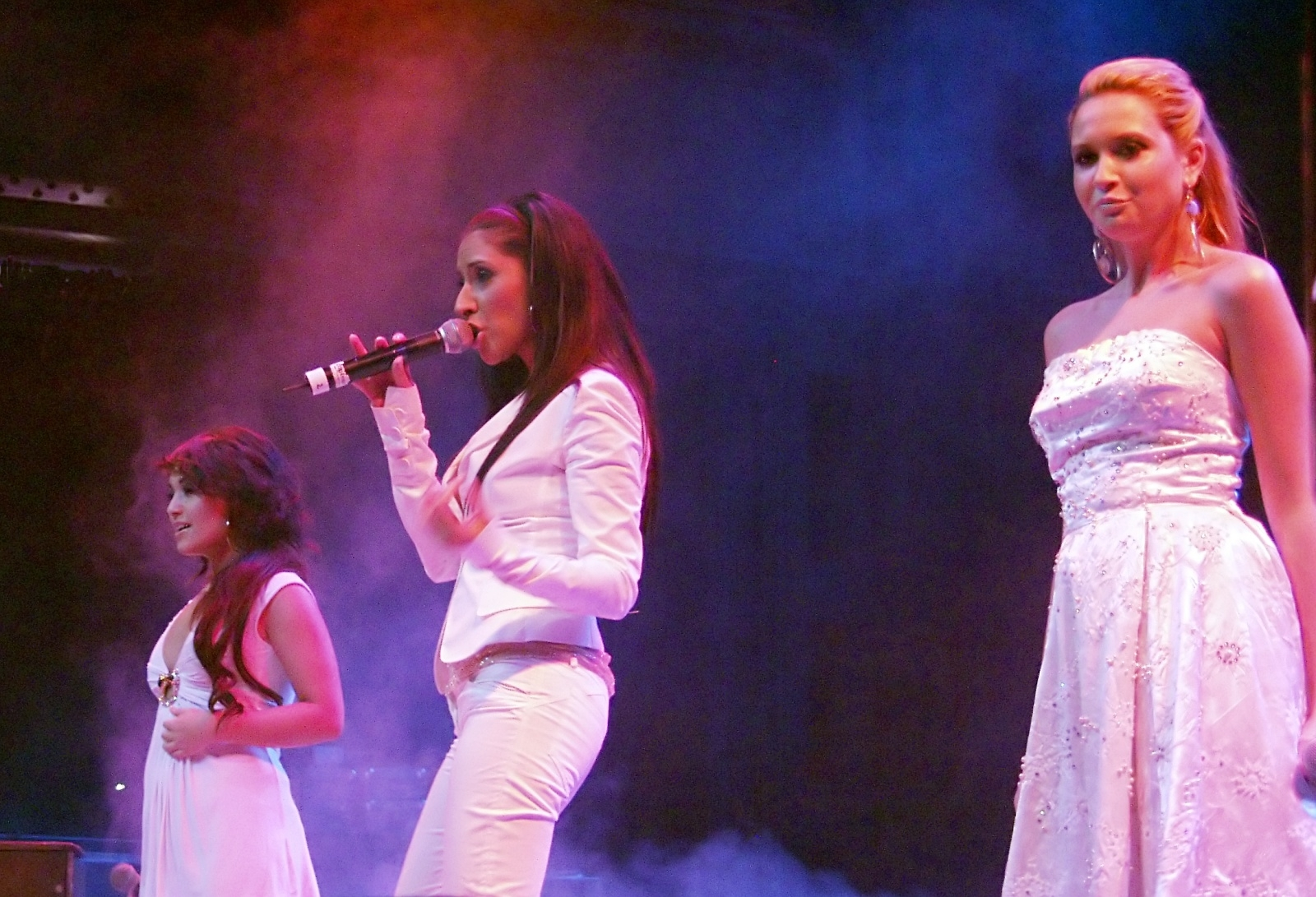
Monrose: Bahar Kızıl, Senna Guemmour, Mandy Capristo

Le Monrose sono state un trio pop-R&B tedesco, nato nel 2006 attraverso la quinta edizione del programma Popstars in Germania. Il gruppo canta in lingua inglese ed è noto nell'Europa del centro-nord grazie soprattutto ai singoli Shame e Hot Summer. Nel 2010 le componenti hanno annunciato lo scioglimento ufficiale del gruppo.

## Formazione
- Mandy Capristo (2006-2010)
- Senna Guemmour (2006-2010)
- Bahar Kızıl (2006-2010)

## Storia del gruppo

### Popstars
Nell'agosto 2006 la rete tedesca ProSieben dà il via alla quinta edizione di Popstars. Il programma, sottotitolato Neue Engel braucht das Land (Il paese ha bisogno di nuovi angeli), ha lo scopo di cercare le degne eredi delle No Angels, il primo gruppo nato dal programma e l'unico ad aver segnato la storia del pop in Germania. Più di 5000 ragazze partecipano ai provini tenuti a Francoforte, Stoccarda, Hannover, Monaco e Dortmund, giudicate dal coreografo Detlef "D!" Soost, il produttore Dieter Falk e la cantante Nina Hagen. Dopo varie eliminazioni, le undici ragazze rimaste si riuniscono in una casa a Pullach e prendono lezioni di canto, danza e fitness iniziando a lavorare alle loro performance live. I tre giurati continuano ad eliminare una o due ragazze a settimana. Le sei finaliste registrano varie versioni dell'album di debutto Temptation e girano tutte il video del primo singolo Shame
Il 23 novembre 2006 nascono le Monrose. Le tre componenti del gruppo sono Mandy Capristo, Senna Guemmour e Bahar Kızıl.

### Temptation
Il 1º dicembre 2006 le Monrose pubblicano il singolo Shame, un brano pop prodotto da The Jiant & Snowflakers che raggiunge presto la prima posizione in Germania, Austria e Svizzera ed entra alla 10 in Polonia. Il singolo conquista due riconoscimenti particolari ed importanti: Shame si rivela il singolo venduto più velocemente e il più scaricato legalmente da Internet nel 2006.
L'8 dicembre viene pubblicato l'album di debutto Temptation contenente brani prodotti da Dieter Falk, Toni Cottura, Marc Mozart e J Remy. L'album raggiunge la prima posizione in Germania, Austria e Svizzera vendendo 200 000 copie in due settimane, ottenendo così il disco di platino. L'album ha venduto più di 450 000 copie. La critica accoglie positivamente l'album e Stefan Johannesberg, critico di LAUT loda il gruppo e il team di produttori per aver trovato un sound britannico ed accattivante, definendo il trio a metà fra le Pussycat Dolls e le Destiny's Child.
Nel gennaio 2007 il trio si qualifica per le preselezioni tedesche dell'Eurovision Song Contest, organizzate dalla rete tedesca ARD. Dopo molte apparizioni televisive, le Monrose entrano in competizione l'8 marzo con il secondo singolo Even Heaven Cries, e nonostante il gruppo sia considerato favorito dai media, la band si classifica 2ª, perdendo contro il cantante swing Roger Cicero. Il singolo raggiunge la numero 6 in Germania ed entra in Top 20 in Austria e Svizzera.
In seguito la band annuncia il Venus Temptation Tour con 17 date, la prima tenutasi il 29 aprile al Capitol di Hannover.

### Strictly Physical
Nel frattempo la band inizia a registrare alcuni brani per il secondo album, Strictly Physical, che esce il 21 settembre 2007. Il primo singolo tratto dall'album, Hot Summer, prodotto da Remee e Thomas Troelsen, viene pubblicato il 29 giugno e conquista la prima posizione in Germania, Austria e Svizzera, entra in classifica in Polonia, Finlandia, Slovenia e Lituania e raggiunge la 6 della U.S. Billboard European Hot 100.
Il 1º settembre le Monrose rappresentano la Germania al Sopot International Song Festival in Polonia, al quale prendono parte artisti internazionali come Sophie Ellis-Bextor (per il Regno Unito) ed Emmanuel Moire (famoso per aver interpretato Luigi XIV, nel musical Le Roi Soleil, per la Francia).
Il quarto singolo della band, Strictly Physical, pubblicato il 14 settembre, conquista la top ten tedesca raggiungendo la sesta posizione, mentre l'album omonimo si piazza alla seconda.
Il 20 marzo 2008 è stato pubblicato in digitale in Germania il singolo "We Love" scritto per una campagna pubblicitaria del canale satellitare Pro Sieben.

### I Am
Il terzo album è stato pubblicato in tutti i paesi di lingua tedesca il 26 settembre 2008. Il primo singolo estratto dall'album "Strike the Match" è stato pubblicato in Germania il 6 giugno 2008. Il secondo singolo estratto, intitolato Hit N Run, è stato pubblicato il 4 ottobre 2008, una settimana dopo la pubblicazione dell'album. Il 28 novembre 2008 esce invece Why Not Us.

### Ladylike e lo scioglimento
L'uscita del quarto album della band è stata programmata per l'11 giugno 2010. Il singolo che fa da apripista ad un album dalle sonorità electropop è Like a lady, in rotazione nelle radio tedesche da fine aprile, e la cui uscita è prevista per il 28 maggio 2010. La prima esibizione del nuovo singolo sarà il 20 maggio ai COMET Awards. Inoltre, attraverso il sito dello show musicale tedesco The Dome, sono stati messi in circolazione degli ascolti di un minuto l'uno di tre brani che faranno parte dell'album (Catwalk, Superstar DJ, Definition of a Woman). Il più votato dei tre verrà inserito nella prossima compilation The Dome vol. 54.
Nel novembre 2010 dopo quattro anni il gruppo annuncia lo scioglimento ufficiale e il singolo "Breath you in" sarà l'ultimo.

## Discografia

### Album
| Year | Title                                                  | Position            | Position           | Position            | Position           | Sales                   | IFPI Certifications                                                               |
| Year | Title                                                  | Germania (bandiera) | Austria (bandiera) | Svizzera (bandiera) | Polonia (bandiera) | Sales                   | IFPI Certifications                                                               |
| ---- | ------------------------------------------------------ | ------------------- | ------------------ | ------------------- | ------------------ | ----------------------- | --------------------------------------------------------------------------------- |
| 2006 | Temptation - 1º Studio Album - Pubblicate: 2006        | 1                   | 1                  | 1                   | 10                 | +1,580,000 World-wide   | - Germany: 1,5x Platin - Austria: Platin - Switzerland: Platin                    |
| 2007 | Strictly Physical - 2º Studio Album - Pubblicate: 2007 | 1                   | 7                  | 1                   | 5                  | + 1.200.000 World-wide  | - Germany: Gold - Austria: Gold                                                   |
| 2008 | I Am - 3º Studio Album - Pubblicate: 2008              | 4                   | 2                  | 1                   | 6                  | + 7.500.000 World-wide  | - Germany: Platin - Austria: Platin - UK: PLATIN 2x - USA: Platin+Gold 2x         |
| 2010 | Ladylike - 4º Studio Album - Pubblicate: 2010          | 1                   | 9                  | 2                   | 2                  | + 10.750.000 World-wide | - Germany, Austria, Switzerland: Gold - Germany: Platin - USA(UK) : Platin 4x(2x) |

### Singles Chart
| Anno | Titolo                | Singles Charts      | Singles Charts     | Singles Charts      | Singles Charts     | Singles Charts       | Singles Charts         | Singles Charts    | Album |
| Anno | Titolo                | Germania (bandiera) | Austria (bandiera) | Svizzera (bandiera) | Polonia (bandiera) | Finlandia (bandiera) | Paesi Bassi (bandiera) | Europa (bandiera) | Album |
| ---- | --------------------- | ------------------- | ------------------ | ------------------- | ------------------ | -------------------- | ---------------------- | ----------------- | --- |
| 2006 | "Shame"               | 1                   | 1                  | 1                   | 1                  | 3                    | 2                      | 5                 | Album: Temptation Singoli: Shame: 1,000,000 World-wide 2 Platino Even Heaven Cries: 400,000 World-wide                                               |
| 2007 | "Even Heaven Cries"   | 6                   | 7                  | 9                   | 8                  | 1                    | 9                      | 5                 | Album: Temptation Singoli: Shame: 1,000,000 World-wide 2 Platino Even Heaven Cries: 400,000 World-wide                                               |
| 2007 | "Hot Summer"          | 1                   | 1                  | 1                   | 1                  | 1                    | 1                      | 2                 | Album: Strictly Physical Singoli: Hot Summer: 1.940.000 World-wide Oro Strictly Physical: 400.000 World-wide What You Don't Know: 500.000 World-wide |
| 2007 | "Strictly Physical"   | 6                   | 6                  | 9                   | 7                  | 5                    | 3                      | 20                | Album: Strictly Physical Singoli: Hot Summer: 1.940.000 World-wide Oro Strictly Physical: 400.000 World-wide What You Don't Know: 500.000 World-wide |
| 2007 | "What You Don't Know" | 6                   | 1                  | 2                   | 8                  | 30                   | 12                     | 3                 | Album: Strictly Physical Singoli: Hot Summer: 1.940.000 World-wide Oro Strictly Physical: 400.000 World-wide What You Don't Know: 500.000 World-wide |
| 2008 | "Strike the Match"    | 1                   | 1                  | 1                   | 2                  | 1                    | 2                      | 3                 | Album: I Am Singoli: Strike the Match: 1.150.000 World-wide Hit N Run: 8.100.000 World-wide Why not us: 9.950.000 World-wide                         |
| 2008 | "Hit 'N' Run"         | 6                   | 9                  | 5                   | 6                  | 90                   | 74                     | 55                | Album: I Am Singoli: Strike the Match: 1.150.000 World-wide Hit N Run: 8.100.000 World-wide Why not us: 9.950.000 World-wide                         |
| 2008 | "Why Not Us"          | 2                   | 3                  | -                   | 8                  | 3                    | 8                      | 20                | - <- I AM: International - <- LadyLike: International                                                                                                |
| 2010 | "Like A Lady"         | 5                   | 9                  | 2                   | 6                  | 78                   | 4                      | 6                 | - <- I AM: International - <- LadyLike: International                                                                                                |
| 2010 | "This is me"          | 10                  | 33                 | 23                  | 4                  | 6                    | 5                      | 25                | |
| 2010 | "Breathe you in"      | 1                   | 3                  | 1                   | 4                  | 1                    | 1                      | 1                 | |

### Tour
- 2007 Venus Temptation Tour
- 2009 Club Tour
- 2010 Ladylike World-Tour(De,At,Ch,Nl,GB,USA,Fr,POL,FIN,Esp)

## Premi
- 2006: Single: SHAME: DE: 3x Gold 1x Platin. CH: 1x Platin. AT: 1x Gold
- 2006: Album: Temptation DE: 2x Plain. CH: 1x Platin. AT: 1x Platin
- 2006: Bravo Otto Silber 'Band Pop'
- 2006: DVD: Popstars - The making of Monrose DE: Oro
- 2007: Single: Hot Summer DE,CH,AT: Gold
- 2007:  Bravo Otto Silber 'Band Pop'
- 2007: Album:  Strictly Physical DE,CH,AT: Gold
- 2008: Comet the 'Best Single' 2008 Hot Summer
- 2008: Vivalicious the 'Best Style' 2008 Monrose
- 2008: Bravo Otto Boronze 'Band Pop'
- 2009: Comet the 'Best Band'2009 Monrose
- 2009: FHM  'Sexiest Woman of the World'2009 Mandy Crace Capritso: 1 (Bahar Kizil: 3 , Senna G.  26)
- 2010: Single: LIKE A LADY: DE,AT: 2x Gold. GB: Gold. USA: 1x Platin
- 2010: Album: LADYLIKE DE: 2x Platin. USA: 1x Platin
- 2010: MTV Music Europe Awards 'Best Group' 2010 'MONROSE'